# Radim, Jičín
Radim là một làng thuộc huyện Jičín, vùng Královéhradecký, Cộng hòa Séc.